# Aloe lindenii
Aloe lindenii é uma espécie de liliopsida do gênero Aloe, pertencente à família Asphodelaceae.